# Herman Sandy
Herman Sandy (eigentlich Herman Sanders; * 15. November 1921 in Brüssel; † 13. Mai 2020) war ein belgischer Jazztrompeter.

## Leben und Wirken
Sandy hatte Unterricht an der Musikakademie St. Gilles und spielte in den frühen 1940er-Jahren bei Henri Van Bemst, Charlie Calmayn und Ernst van’t Hoff. Bereits 1944 gründete er die Formation Jumping Jivers; nach Kriegsende tourte er durch Westdeutschland und spielte in Clubs der US-Armee sowie in der Tschechoslowakei (vor der Besetzung durch die Rote Armee) mit Jimmy McPartland. Beeinflusst von Kenny Dorham, beschäftigte er sich mit Strömungen des Modern Jazz; unter eigenem Namen legte Sandy mit seinem Quartett (mit Jean Warland, Freddy Rottier und Jean Fanis) das Album Innovation Jazz 3 vor, das auf dem Label Innovation en Jazz erschien. Im selben Jahr folgte das Album Jazz for Moderns (mit Jacques Pelzer, Jean Fanis, Jean Warland und Jo Demuynck).
In den Nachkriegsjahren arbeitete er in Belgien in den großen Orchestern von Bobby Naret, Fud Candrix, Rudy Bruker, Bill Alexandre und mit Ivon De Bie im Casino von Knokke; ferner wirkte er bei Aufnahmen von Jack Sels, Léon Demeuldre, Sidney Bechet, Léo Souris, David Bee und Jacques Pelzer mit. 1948 begleitet er mit Pelzer, Bobby Jaspar, Fats Sadi und Toots Thielemans auf dem Jazzfestival in Nizza den Saxophonisten Lucky Thompson. 1957 eröffnete er Konzert von Miles Davis. Anfang der 1960er-Jahre spielte er im Grand Orchestre von Henri Segers, in der Dixieland-Band von David Bee, in der Bigband des RTB und ab Ende des Jahrzehnts in der Bigband von Fats Sadi (Tea for Two). Dann gehörte er der 17 Jahre lang der Fernseh-Bigband von Francis Bay (The Swingers Back Again) an und trat auch mit der Belgian Big Band auf; daneben leitete er die Formationen Herman Sandy’s Sandmen und Herman Sandy and His Brussels Jazz Gang. In den 1990er Jahren und in der folgenden Dekade spielte er mit Paul Dubois und mit Jazzfun (Alex Scorier, Roger Asselberghs, Robert Pernet).
Im Bereich des Jazz war er zwischen 1943 und 1981 an 56 Aufnahmesessions beteiligt.